# Chlorose (plant)

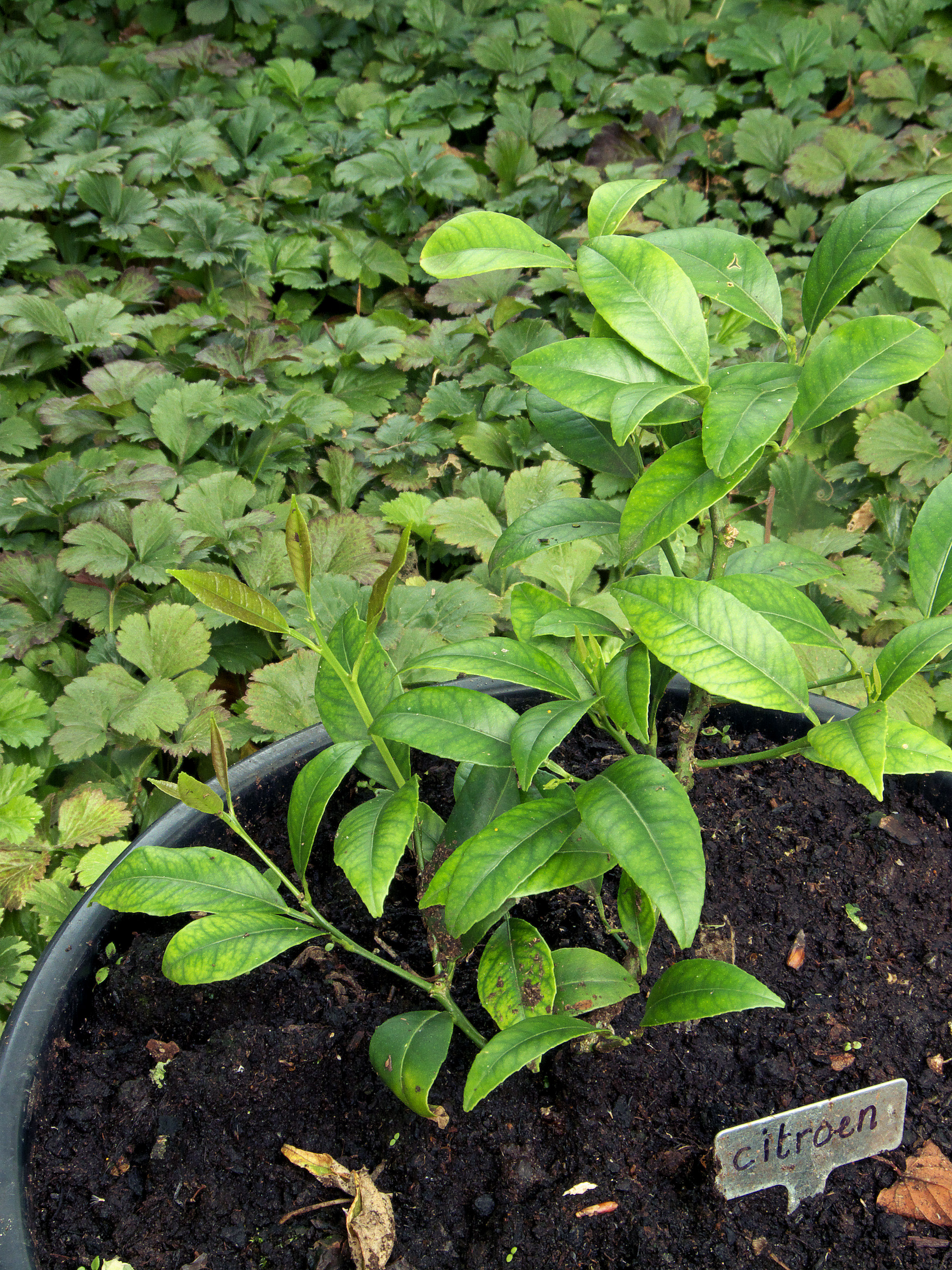
Citroenstruik met chlorose

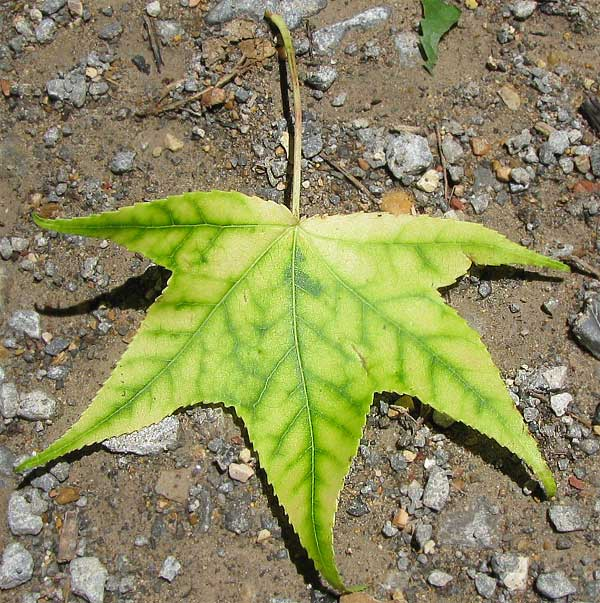
Blad van de amberboom met chlorose

Chlorose is een gebreksziekte bij planten, een ziekte als gevolg van een tekort aan een of meerdere voedingsstoffen. Deze voedingsstoffen worden, opgelost in het bodemvocht,  door de plantenwortels uit de bodem opgenomen. De term komt van het Oudgriekse χλωρός (chlōros), dat geelgroen betekent. Het blad tussen de nerven kleurt - door afbraak van bladgroen - geelgroen tot geel, terwijl de nerven groen blijven.

## Oorzaken
Chlorose kan het gevolg zijn van:
- een tekort van bepaalde mineralen in de bodem:
  - een stikstoftekort, wat tot chlorose in de oudere bladeren leidt
  - een ijzertekort, waarbij de jongere bladeren het hardst getroffen worden
  - een kaliumtekort, waarbij chlorose optreedt die tot necrose kan leiden
  - een magnesiumtekort, waarbij de chlorose vooral optreedt tussen de bladnerven
  - een zwaveltekort, wat tot chlorose in zowel de oudere als de jongere bladeren leidt
- een verkeerde pH van de grond, waardoor aanwezige mineralen niet door de plant kunnen worden opgenomen
- de bodemstructuur kan wateroverlast en zuurstoftekort veroorzaken, waardoor de wortels onvoldoende voedingsstoffen opnemen
- het gebruik van een onkruidbestrijdingsmiddel
- bij tomaten: besmetting met het tomatenchlorosevirus (ToCV) of

### Samenhang
Bij een te hoge pH (een basische pH-waarde van de bodem) kan ijzer minder goed door de plantenwortels worden opgenomen. Sommige planten kunnen mede daardoor alleen in zure grond groeien en vertonen chlorose op kalkrijke grond. Een tekort aan ijzer remt de vorming van chlorofyl in de plant.

## Behandeling
Chlorose ten gevolge van een mineraaltekort kan tegengegaan worden door bemesting met bijvoorbeeld afhankelijk van de oorzaak ijzer (ijzerchelaat), magnesium (kieseriet), mangaan (mangaansulfaat) of stikstof (ammoniumnitraat). De pH kan beïnvloed worden door het gebruik van organische stoffen, in het bijzonder turf en boombastvezels, door het bemesten met zwavelzure stikstof of eventueel door het bestuiven met zwavel. Dat laatste is moeilijk qua dosering en kan de planten gemakkelijk beschadigen.